# Lillington (Dorset)
Lillington – wieś i civil parish w Anglii, w Dorset, w dystrykcie (unitary authority) Dorset. W 2001 civil parish liczyła 82 mieszkańców.